# Ignacio Raeth

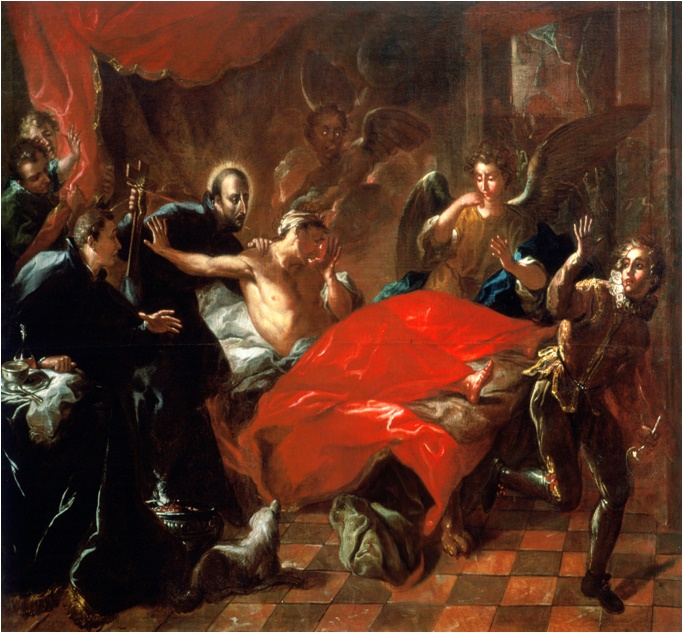
San Ignacio de Loyola atendiendo a un enfermo, óleo sobre lienzo, 156 x 271 cm, Madrid, Biblioteca de la Universidad Complutense.

Ignacio Raeth o Raet (Amberes, c. 1626-1666) fue un hermano jesuita y pintor barroco de origen flamenco, natural de Amberes según Antonio Palomino, aunque no hay noticias de su actividad fuera de Madrid donde debió de residir entre 1649 y 1662.
Según Palomino, Raeth ingresó en la Compañía de Jesús en 1644, contando con 18 años, aunque luego afirma contradictoriamente que murió en Flandes o en Alemania en 1666, «siendo ya de crecida edad». Discípulo en el arte de la pintura del también jesuita Daniel Seghers, ingreso en el gremio de San Lucas de Amberes en 1641. Llegó a España asistiendo al padre Juan Everardo Nithard, confesor de la reina Mariana de Austria, y se estableció en el Noviciado de su orden en Madrid, para cuya iglesia, dedicada a san Ignacio de Loyola en 1662, pintó una serie de treinta y seis cuadros de la vida del fundador.
También hizo un retrato del padre Juan Eusebio Nieremberg, que según Palomino, siguiendo a Lázaro Díaz del Valle, se expuso al público en Madrid un día de Corpus Christi, 

«que sobre estar muy parecido, estaba excelentemente pintado: y así fue de todos muy aplaudido, y celebrada la habilidad de su Artífice, bien acreditada en esta, y en todas sus obras»

Se trata probablemente del mismo retrato que decoraba la biblioteca del Colegio Imperial según consta por el inventario y tasación de sus bienes hecho el 10 de agosto de 1767 por orden del conde de Aranda tras la expulsión de los jesuitas.
A estas obras agregó Ceán Bermúdez el dibujo y la invención del grabado abierto por el padre Clauwet para la primera hoja tras las aprobaciones del tratado titulado Primer instituto de la Sagrada Religión de la Cartuxa, escrito por José de Vallés e impreso en Madrid en 1663, en el que aparece representada una escala en un jardín por la que suben y bajan del cielo varios monjes cartujos.
La serie de historias ignacianas del Noviciado debió de dispersarse tras la expulsión de los jesuitas ya en el siglo XVIII. Ocho de sus lienzos llegaron a la parroquial de Santa Cruz del Retamar, pequeña localidad de la provincia de Toledo, donde todavía pudieron ser estudiados en 1928. Parcialmente dañados o destruidos durante la guerra civil, solo dos se han conservado: los que representan el Milagro del globo de fuego sobre la cabeza de san Ignacio mientras celebra la misa y la Alegoría de la Compañía de Jesús con el anagrama, en los que según Alfonso E. Pérez Sánchez se acusa la formación flamenca de su autor.
Dos historias jesuíticas —Visión de la Storta y San Francisco de Borja atendiendo a un enfermo— aparecidas recientemente en la Facultad de Ciencias Económicas y Empresariales de la Universidad Complutense, que durante un tiempo tuvo su sede en el que había sido Noviciado de los jesuitas, podrían proceder también de aquella serie. Un lienzo con Santa Inés de colección privada, en el que se aprecia parcialmente la firma «...natius de Raet», completa la obra conocida del pintor.